# War Paint (musical)
War Paint è un musical con musica di Scott Frankel, versi di Michael Korie e libretto  di Doug Wright. Il musical è tratto dall'omonimo libro di Lindy Woodhead e dal documentario di Arnie Reisman The Powder and the Glory (2007). Il musical racconta della storica rivalità tra Helena Rubinstein e Elizabeth Arden, due importanti imprenditrici e pioniere dell'industria cosmetica.

## Trama
Helena Rubinstein, fondatrice della Helena Rubinstein Incorporated, ed Elizabeth Arden, fondatrice della Elizabeth Arden, Inc., si combattono da anni a colpi di nuovi prodotti e accattivanti slogan. La Arden era la figlia di un contadino canadese e vendeva i suoi prodotti facendo leva sul desiderio di appartenere a una classa sociale superiore. La Rubinstein, immigrata polacca, aveva un gusto per i look esotici.

## Brani musicali

### Chicago, 2016
Primo Atto
- A Woman's Face - Helena, Elizabeth & Cast
- Behind The Red Door - Elizabeth & Cast
- Back On Top - Helena & Cast
- Hope in a Jar - Helena, Harry Fleming, Elizabeth, Tommy Lewis & Cast
- A Working Marriage - Elizabeth & Tommy
- My American Moment - Helena & Elizabeth
- Step on Out - Miss Beam, Tommy, Harry e commesse
- If I'd Be A Man - Helena & Elizabeth
- Better Yourself - Elizabeth
- Oh, That's Rich - Tommy, Helena, Harry, Elizabeth
- Face to Face - Helena & Elizabeth

Secondo Atto
- War Paint - Helena, Elizabeth, Eleanor Roosevelt, commesse
- A Woman's Face (Reprise) - Cast
- Now You Know - Helena
- No Thank You - Harry, Elizabeth, Tommy, Helena, William S. Paley
- Fire And Ice - Charles Revson, Dorian Leigh, Helena, Elizabeth, Harry, Tom, ragazze
- Face to Face (Reprise) - Helena & Elizabeth
- Dinosaurs - Tommy & Harry
- Pink - Elizabeth
- Forever Beautiful - Helena
- Beauty in the World - Helena & Elizabeth
- A Woman's Face (Reprise) - Cast †

† canzone eliminata prima della prima

### Broadway, 2017
Primo Atto
- Best Face Forward
- Behind The Red Door
- Back On Top
- My Secret Weapon
- My American Moment
- Step on Out
- If I'd Be A Man
- Better Yourself
- Oh, That's Rich
- Face to Face

Secondo Atto
- Inside of the Jar
- Necessity is the Mother of Invention
- Best Face Forward (Reprise)
- Now You Know
- No Thank You
- Fire And Ice
- Dinosaurs
- Pink
- Forever Beautiful
- Beauty in the World - Helena & Elizabeth
- Finale

## Produzioni

### Chicago, 2016
War Paint debutta alla Goodman Theatre di Chicago il 18 luglio, con anteprime dal 28 giugno. Il successo di pubblica ha spinto a posticipare la data di chiusura per due volte, fino al 21 agosto. Il musical debutta con la regia di Michael Greif, coreografie di Christopher Gatelli, scenografia di David Korins e costumi di Catherine Zuber. Fanno parte del cast Christine Ebersole (Elizabeth Arden), Patti LuPone (Helena Rubinstein), John Dossett (Tommy Lewis), Douglas Sills (Harry Fleming), Mary Ernster, Leslie Donna Flester, David Girolmo, Joanna Glushak, Chris Hoch, Mary Claire King, Steffanie Leigh, Erik Liberman, Barbara Marineau, Stephanie Jae Park e Angel Reda.
Le recensioni hanno evidenziato una certa inconsistenza nel libretto, ma hanno lodato la regia di Greif, la colonna sonora di Frankel, i costumi di Zuber e le interpretazioni della LuPone e, soprattutto, della Ebersole.

### Broadway, 2017
War Paint debutta a Broadway nella primavera 2017, al Nederlander Theatre. Le anteprime cominciano il 7 marzo, con la prima fissata per il 6 aprile. Il cast tecnico, creativo e artistico rimane invariato dalla produzione di Chicago, con Christine Ebersole e Patti LuPone ancora nei ruoli delle due protagoniste. Le recensioni sono nuovamente contrastanti, ma unanimi nel celebrare le interpretazioni di Ebersole e LuPone. Il musical è stato a candidato a quattro Tony Award, per le due attrici, la scenografia e i costumi. Il musical chiude a Broadway il 5 novembre, dopo oltre 230 repliche.